# Batoemi-moskee
De Batoemi-moskee is een moskee in Batoemi, de hoofdstad van de Georgische autonome republiek Adzjarië, waar een aanzienlijke moslimgemeenschap woont. De moskee werd in 1886 gebouwd in opdracht van de familie van Aslan Beg (het equivalent van hertog) Chimsjiasjvili, een islamitische Georgische edelman. De moskee staat in de volksmond bekend als de "Jamia (moskee) in het midden", omdat deze ooit tussen twee andere moskeeën stond die niet bewaard zijn gebleven.